# Parc provincial Copahue
Le parc provincial Copahue en Argentine est une zone protégée située en province de Neuquén, comprenant les pentes orientales et le cratère du volcan Copahue, à la frontière chilienne. Il protège aussi les superbes paysages du cours supérieur du Río Agrio et de ses affluents torrentueux, entrecoupés de multiples cascades. Le parc est situé en amont du lac Agrio appelé également lac Caviahue. La localité la plus proche, base d'excursions dans le parc est Caviahue, construite sur la rive ouest du lac. Sa superficie est de 180 000 hectares, soit 180 kilomètres carrés. 
Avant les glaciations quaternaires, toute la région du bassin du lac Agrio drainait ses eaux vers l'Océan Pacifique, à l'inverse d'aujourd'hui. En effet les grosses éruptions volcaniques de l'époque quaternaire et les énormes coulées de lave associées, ont barré le passage vers l'ouest et forcé les eaux à se diriger vers l'est, vers l'océan Atlantique. Ces énormes coulées de lave provenaient d'un volcan aujourd'hui éteint et situé au nord-ouest des thermes de Copahue, ainsi que d'autre cratères mineurs. Ces laves ont créé des mesetas ou plateaux qui descendent aujourd'hui de manière échelonnée.

## Excursion vers le cratère du Copahue
L'actuel volcan est né il y a seulement 7 000 ans (2 997 mètres d'altitude). Son cratère, accessible notamment à cheval, est en forme de "V" et s'ouvre vers un ravin situé à l'est, 300 mètres plus bas. Un petit lac de plus ou moins trois hectares le remplit et reçoit un apport important d'eau de pluie et de fonte des glaces en hiver. Les gaz remontant par la cheminée du volcan le chauffent à une température de plus ou moins 30−40 °C, et lui apportent divers acides (sulfuriques et chlorhydrique) ainsi que divers minéraux comme le magnésium, 
le soufre, le calcium, également de l'ammoniac, etc. Le río Agrio a sa naissance ici, puis s'écoule vers l'est, vers le lac Agrio
Une excursion à cheval jusqu'au cratère prend à peu près six heures, soit une petite journée.

## Circuit pédestre du Río Agrio
C'est un circuit organisé et balisé qui permet de remonter, depuis la localité de Caviahue, le río Agrio en direction du volcan, puis de redescendre par un autre chemin. On y rencontre un groupe de quatre cascades d'une extrême beauté, entourées d'arbres autochtones centenaires. Les cascades sont, de bas en haut : "Cascada del Basalto" (Cascade du Basalte), "Cascada de la Culebra" (Cascade de la Couleuvre), "Cascada La Caballera de la Virgen" (Cascade la Dame de la Vierge) et "Cascada del Gigante" (Cascade du Géant). Tout au long du chemin on pourra aussi admirer les superbes arbres Araucarias ou Pehuens, les lengas, les ñires, et bien d'autres espèces autochtones en plus.

## Dans les environs
- Le parc de neige de Villa Pehuenia
- Le centre touristique d'Aluminé
- Le lac Aluminé